# B. Jayant Baliga

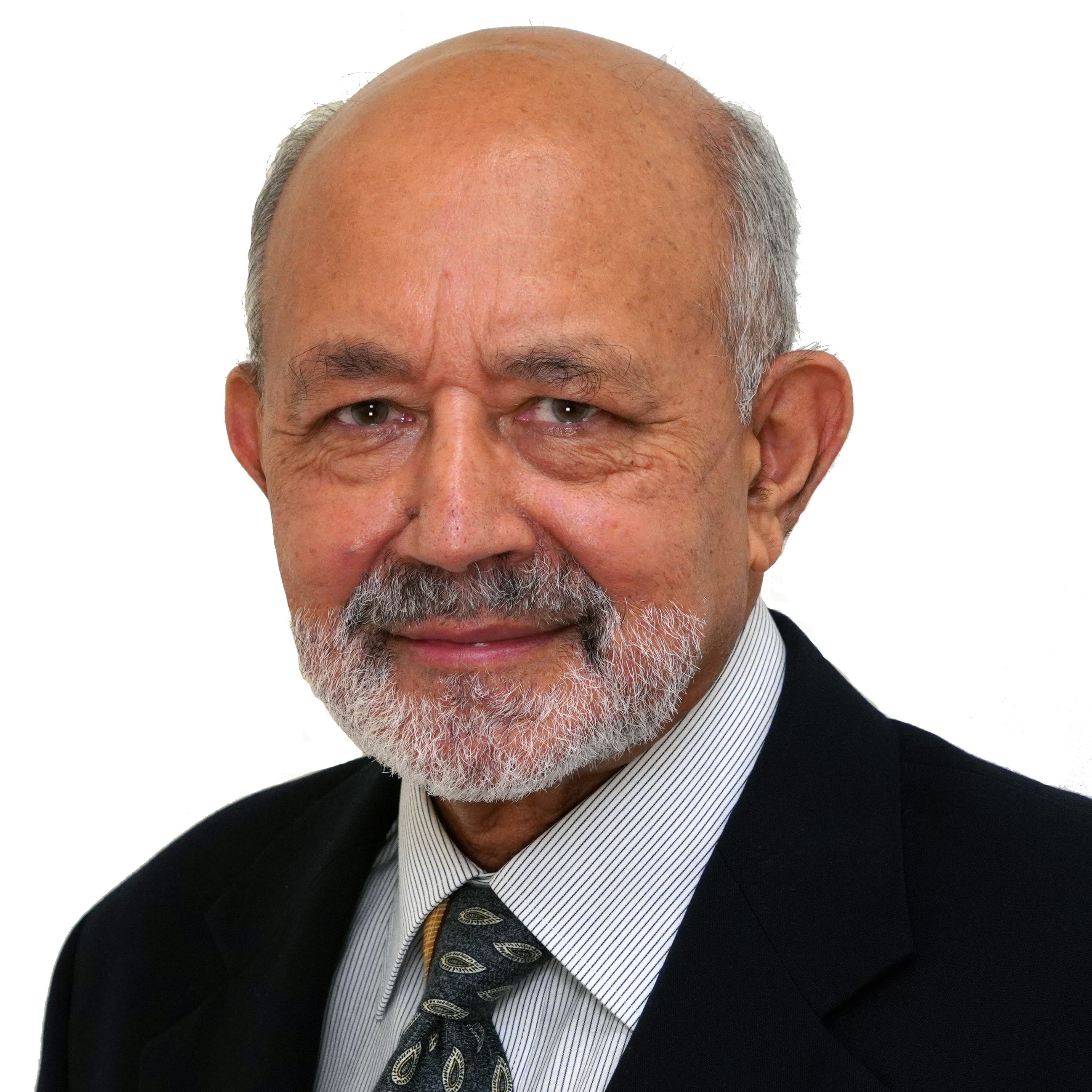
B. Jayant Baliga, 2021

B. Jayant Baliga (* 28. April 1948 in Chennai) ist ein indischer Elektroingenieur, der einer der Erfinder des Bipolartransistors mit isolierter Gate-Elektrode (IGBT) ist, einer bedeutenden Innovation in der Leistungselektronik, den er bei General Electric zur Marktreife entwickelte.
Sein Vater spielte eine bedeutende Rolle in der Entwicklung der indischen Elektronikindustrie. Baliga studierte am Indian Institute of Technology in Madras mit dem Bachelor-Abschluss 1969 und erhielt seinen Master-Abschluss 1971 am Rensselaer Polytechnic Institute, an dem er 1974 promoviert wurde. Danach war er bis 1979 am General Electric Research Center in Schenectady. Außerdem war er 1974 bis 1980 Adjunct Professor am Rensselaer Polytech. 1979 bis 1988 war er Manager am General Electric Research Center (er leitete die Entwicklung Leistungselektronik) und 1988 wurde er Professor an der North Carolina State University. Seit 1991 war er dort Direktor des Power Semiconductor Research Center. 1997 wurde er Distinguished University Professor.
Er befasst sich mit Halbleiterelementen und integrierten Schaltkreisen in der Leistungselektronik und integrierten Schaltkreisen. Seine Entwicklung des IGBT im Jahr 1990 führte auch zu erheblichen Energieeinsparungen in der Strombranche. Er hält über 120 Patente.
Er ist Mitglied der National Academy of Engineering und Fellow des IEEE. 1991 erhielt er den IEEE Newell Award, 1993 den IEEE Morris N. Liebmann Memorial Award, 1998 den IEEE J. J. Ebers Award und 1999 die IEEE Lamme Medal. 2011 erhielt er die National Medal of Technology and Innovation und 2014 die IEEE Medal of Honor. 2016 wurde er in die National Inventors Hall of Fame eingeführt. Er erhielt die höchste Forschungsauszeichnung von General Electric mit der Ernennung zum Coolidge Fellow. 2024 wurde er mit dem Millennium Technology Prize ausgezeichnet.

## Schriften
- The IGBT Device: Physics, Design and Applications of the Insulated Gate Bipolar Transistor, Elsevier, 2015.
- Fundamentals of Power Semiconductor Devices,  Springer Science, 2008.
- Advanced Power MOSFET Concepts, Springer Science, 2010.
- Advanced Power Rectifier Concepts, Springer Science, 2009.
- Advanced High Voltage Device Concepts, Springer Science, 2011.